# Helikónie

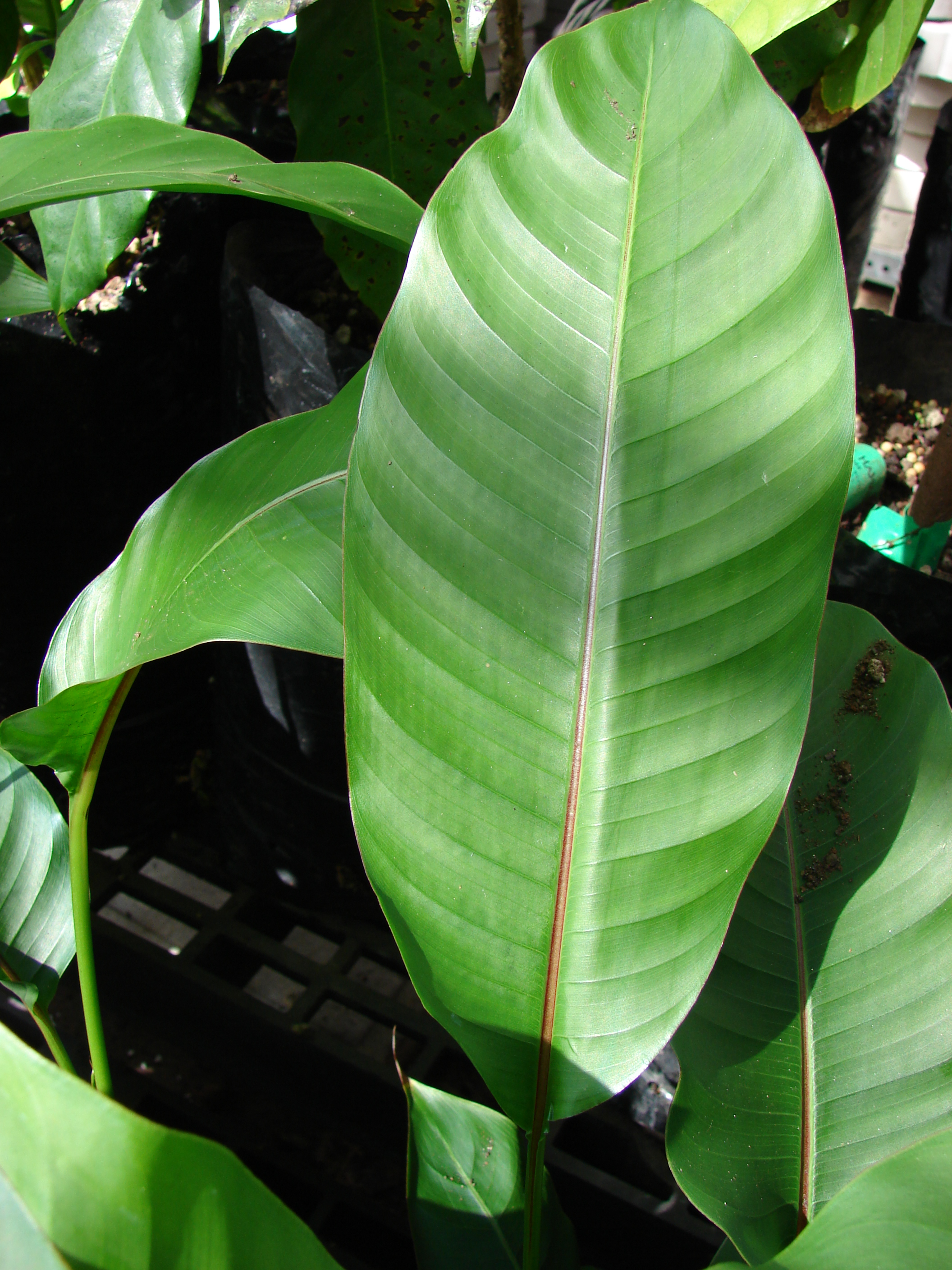
List Heliconia stricta

Helikónie (Heliconia) je rod rostlin z čeledi helikóniovité a jediný rod této čeledi..

## Popis
Jsou to velké vytrvalé byliny s hlízami, dosahují asi 0,75–7 m výšky. Listy jsou jednoduché, někdy vytvářejí přízemní růžice, střídavé, dvouřadě uspořádané, dlouze řapíkaté, se srostlými listovými pochvami. Čepele jsou celokrajné eliptické až podlouhlé, žilnatina je zpeřená, z hlavní žíly šikmo odbočují postranní, které při okraji splývají v okrajovou žilku. Jsou to jednodomé rostliny s oboupohlavnými květy. Květy jsou uspořádány v květenstvích, hlavní osa je zřetelně kolénkatá a v z každého nodu ústí vrcholík květů (monochasium). Monochasium je podepřené velkým listenem člunkovitého tvaru, často nápadným a vybarveným, další menší listeny jsou pod jednotlivými květy. Květy jsou výrazně nesouměrné, zygomorfické. Okvětí se skládá z 6 okvětních lístků, z nichž 5 je srostlých a tvoří pětizubý až pětilaločný horní cíp, šestý lístek je volný. Celé to slouží k tomu, aby ani ptáci se silnějšími zobáky okvětí neroztrhli, rostliny jsou totiž opylovány pomocí ptáků (ornithogamie). Fertilních tyčinek je 5, šestá je přeměněna na někdy trochu petaloidní (napodobující korunu) staminodium, které kryje štěrbinu v okvětní trubce. Gyneceum je srostlé ze 3 plodolistů, je synkarpní, semeník je spodní. Plodem jsou peckovičky.

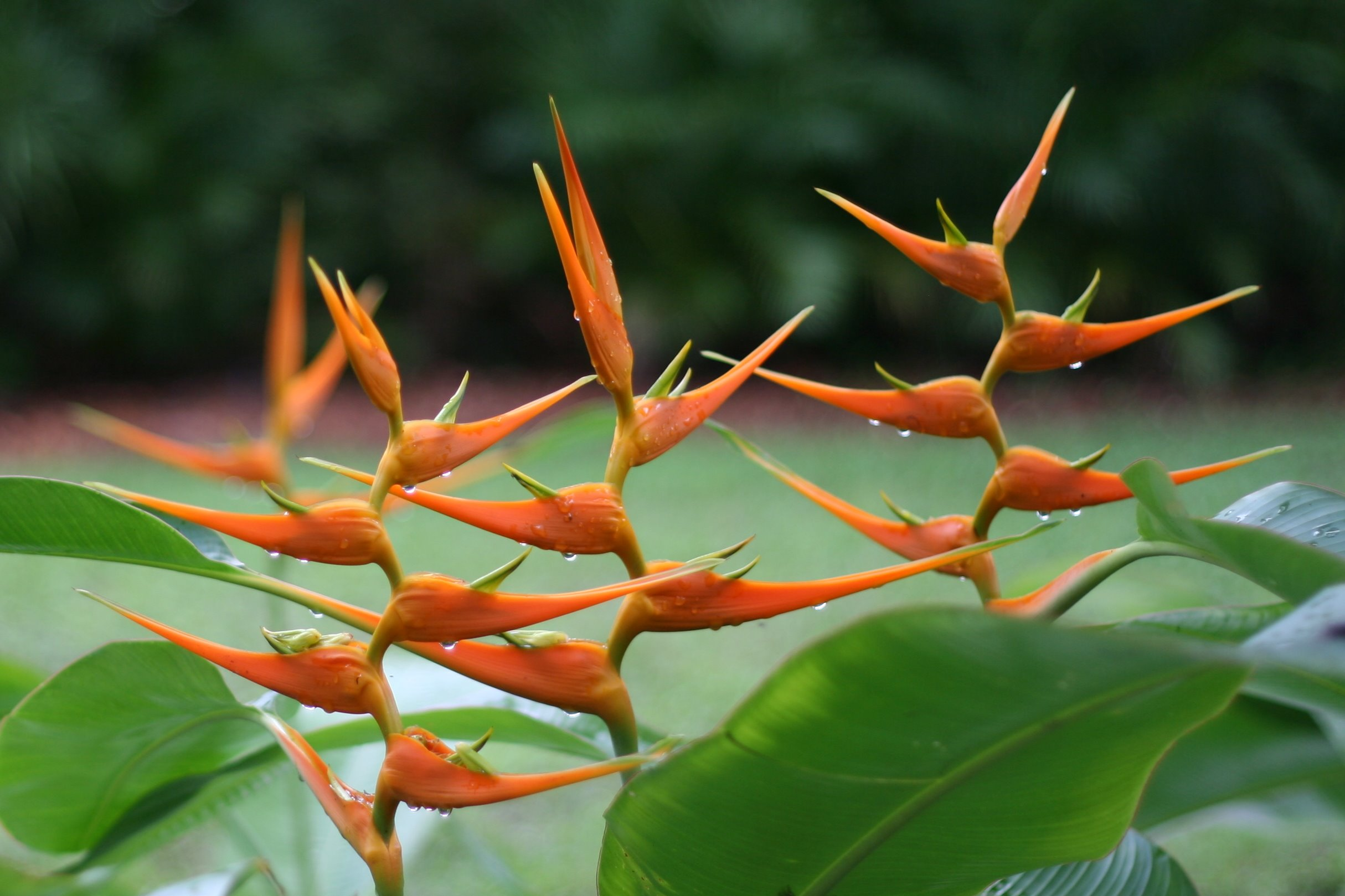
Helikónie Heliconia latispatha

## Rozšíření ve světě
Je známo 100-200 druhů, které jsou rozšířeny převážně v tropech Ameriky, méně i na Borneu, na Nové Guineji a na ostrovech v Tichém oceánu.